# Grzegorz Targoński
Grzegorz Targoński, född 19 augusti 1978, är en polsk bågskytt. Han deltog vid olympiska sommarspelen 2000.